# KaV Marco-Danubia Wien
Die Katholisch akademische Studentenverbindung Marco-Danubia Wien (KaV Marco-Danubia) wurde am 26. November 1908 gegründet. Neben der Mitgliedschaft im Österreichischen Cartellverband bekennt sie sich zu ihrer Zugehörigkeit zum ehemaligen Weißen Ring. Sie ist nichtschlagend und hat die Prinzipien des Dachverbandes.
Marco-Danubia Wien hat Nummer 14 in der amtlichen Reihenfolge der österreichischen Cartellverbindungen und hatte Nummer 65 vor der Spaltung von CV und ÖCV. Die offizielle Abkürzung ist M-D.

## Geschichte

### Gründung bis zum Ersten Weltkrieg
Die Verbindung wurde als Katholisch Deutsche Studentenverbindung (KDStV) Marco-Danubia Wien am 26. November 1908 als Tochterverbindung der KaV Norica Wien durch den Übertritt von sieben Norikern gegründet. Die Verbindung wurde 1909 auf der 45. Cartellversammlung in Breslau in den Cartellverband der katholischen deutschen Studentenverbindungen aufgenommen.
Die Gründungsburschen waren (in der Reihenfolge ihrer Rezeption bei „Norica“):
Josef Fürnkranz, Hans Pernter, Josef Weinmeister, Rudolf Schober, Hugo Frh. v. Lederer, Franz Edlinger und Fritz Schatzmann
1910 bezog man eine klassische, im altdeutschen Stil eingerichtete Studentenbude in der Türkenstraße, welche in den folgenden Jahren das Zentrum des Verbindungslebens sein sollte.
1913 wurde ein Altherrenverband gegründet. Von dieser Zeit (1908–1914) sprach man später als die erste „Blüte“ der Verbindung.

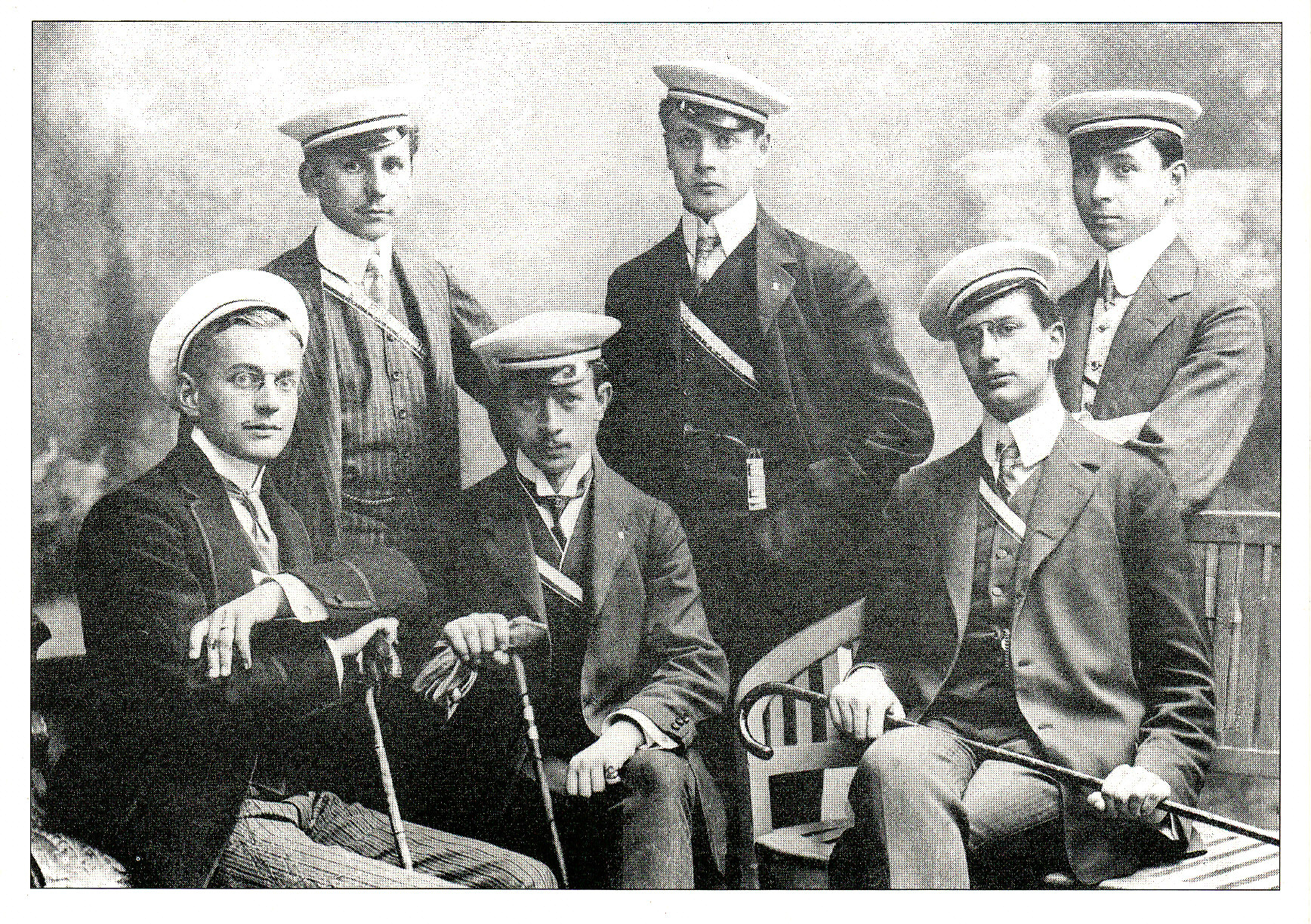
Gründungsburschen (um 1909) v. l. n. r
hinten: Edlinger, Schatzmann, Weinmeister.
vorne: Schober, Pernter, v. Lederer

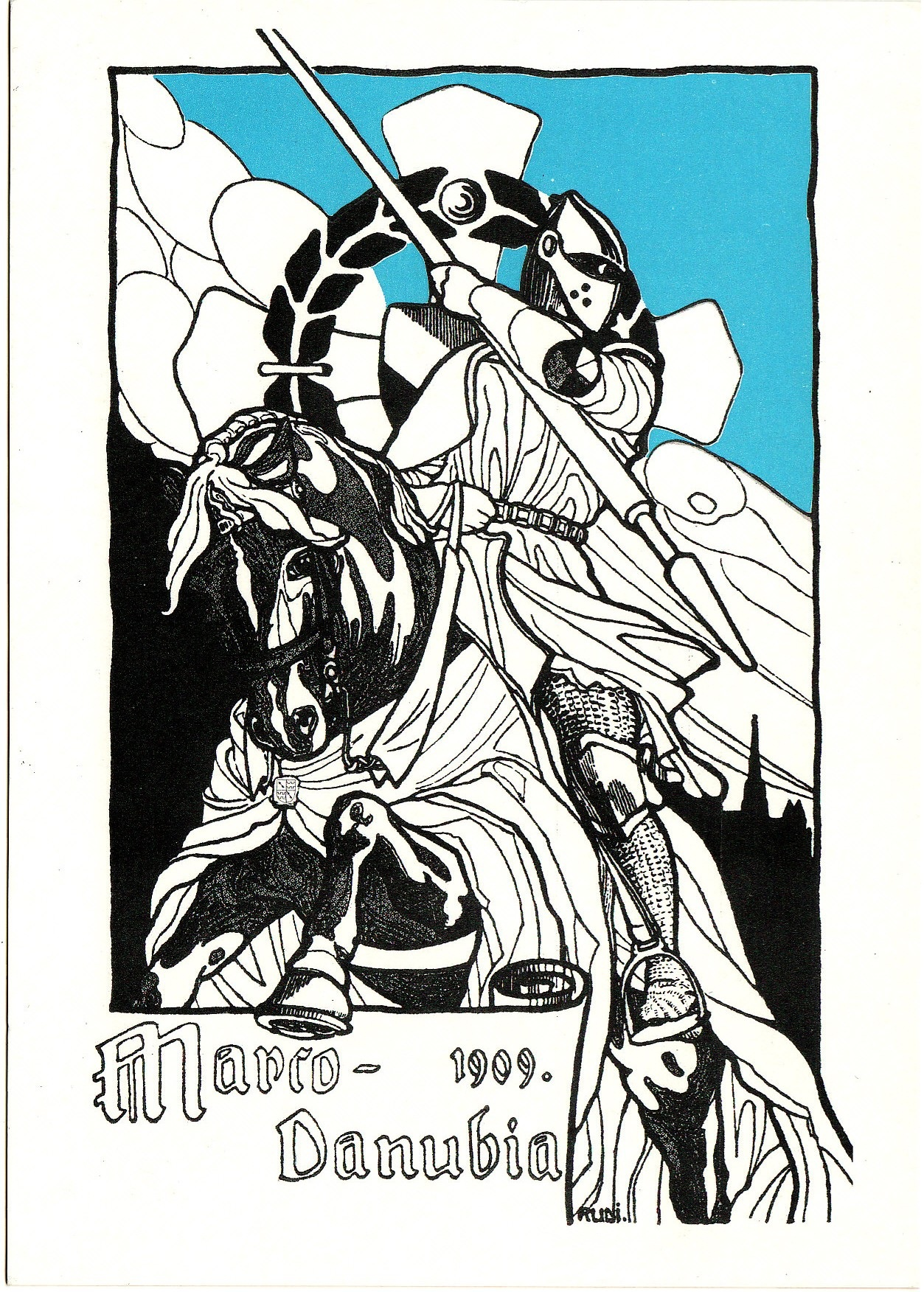
Couleurkarte aus dem Jahr 1909
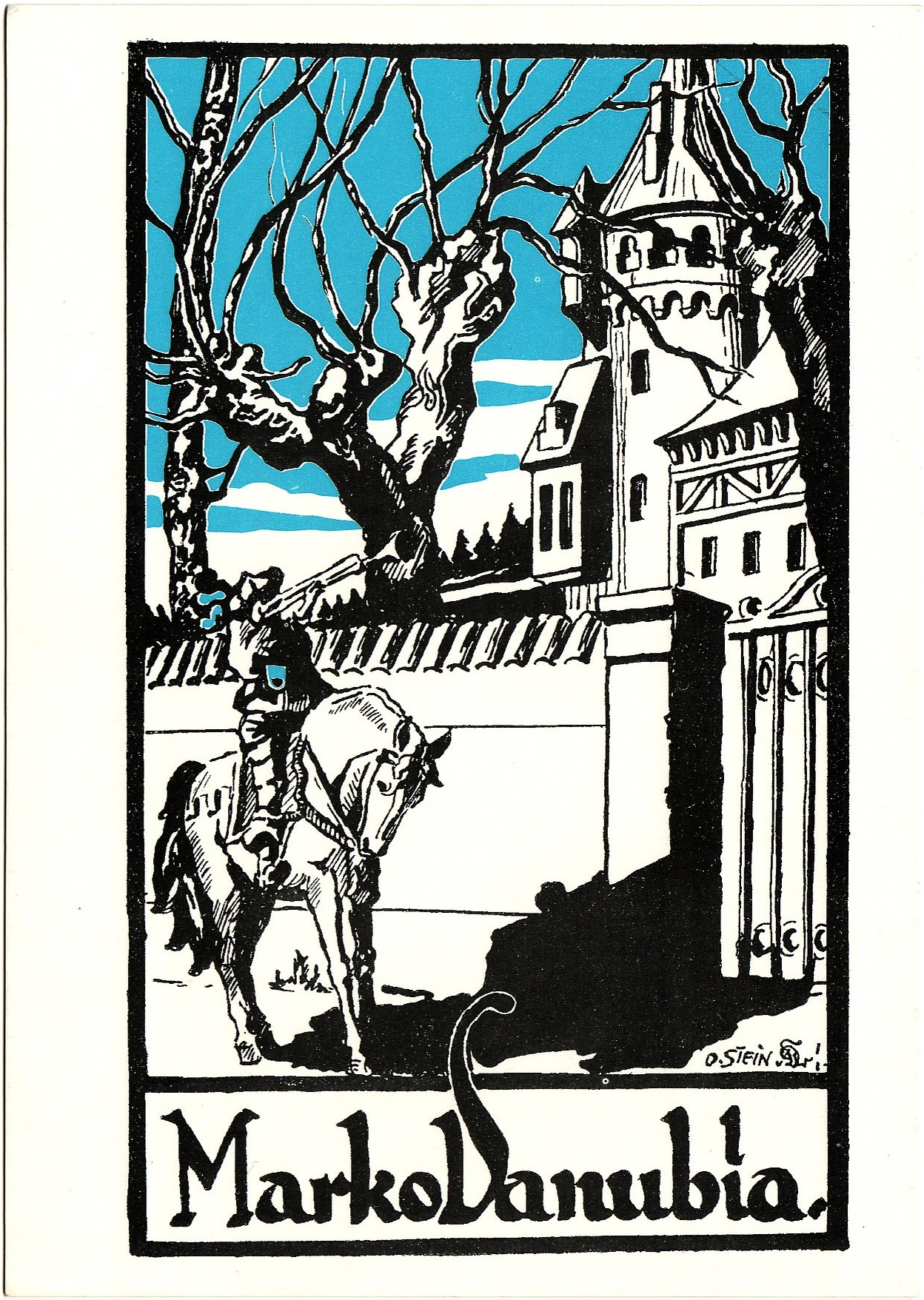
Couleurkarte aus dem Jahr 1929

### Nach dem Ersten Weltkrieg
Im Ersten Weltkrieg konnte das erste Kriegssemester nur mit vier Burschen eröffnet werden, diese führten aber sowohl die Geschäfte der eigenen Verbindung als auch den Vorsitz im Wiener Cartellverband.
Durch den Krieg personell stark geschwächt, bat Marco-Danubia im Sommersemester 1919 die Mutterverbindung um Unterstützung, die der Tochterverbindung mehrere Burschen und Füchse zuwies, wobei die meisten die Verbindung, nach einigen Wochen wieder verließen.

### Zwischenkriegszeit und Nationalsozialismus
Ab den 20er Jahren begann wieder ein sehr intensiver Verbindungsbetrieb mit regelmäßigen Veranstaltungen, wobei das gesellschaftliche Element stets ein wichtiges Teil der Corporation darstellte. Aufgrund dieser gesellschaftlichen Verbundenheit und Pflichten entstanden in der Folgezeit intensive Kontakte zu den Verbindungen des sogenannten Weißen Ring.
Im Jahre 1928 bezog die Marco-Danubia anlässlich des 20. Stiftungsfestes eine neue Bude in der Florianigasse 46, welche durch die Firma Gräf & Stift außerordentlich prächtig eingerichtet wurde. Diese löste das alte Heim in der Türkenstraße ab und prägte auch das Erscheinungsbild der Verbindung als Herrenclub nach englischem Vorbild. Die Jahre 1924–1933 sollten die zweite Blütezeit der Verbindung sein. Auch besaß man, trotz der verhältnismäßig kleinen Größe der Verbindung, einen eigenen Fax (Couleurdiener).
Durch den vermehrten Zuzug reichsdeutscher Cartellbrüder und den Kontakten zum Weißen Ring wurde das nationale Element der Verbindung gestärkt. In der Studentenschaft waren einige Marco-Danuben in führenden Positionen. Walter Termak, Mitglied der Marco-Danubia und Vorstand der Katholischen Jugendverbände Österreichs forderte 1932 die Überwindung der Abriegelung Österreichs vom Mutterland (!) und die Bekämpfung fremden, besonders jüdischen Einflusses.
Die Marco-Danubia gehörte zu den ersten Verbindungen, die ihren Mitgliedern ihren Mitgliedern die Zugehörigkeit zur CV-Ortsgruppe Schlageter zur Pflicht machte. Diese Ortsgruppe war ein 1928 gegründeter Teilverein des Deutschen Schulvereins "Südmark", der eine kompromisslose Anschlusspolitik betrieb.
Am 10. Juli 1933 spaltete sich Marco-Danubia zusammen mit den anderen österreichischen Cartellverbindungen ab und gründete den Cartellverband der katholischen österreichischen Studentenverbindungen.
Die letzten Neuaufnahmen hatte die Verbindung 1937 vorgenommen.
Sie wurde nach dem Einmarsch der deutschen Truppen in Österreich am 10. Juni 1938 behördlich aufgelöst. Vorausgegangen war eine Erstürmung und Plünderung der Bude durch die SA am 12. März, wobei am Morgen davor die Verbindungsfahne sowie eine Pekesche gerettet werden konnten, die so den Zweiten Weltkrieg überstanden. Das Verbindungsmitglied Karl Otto von Kummer kam 1944 im KZ Buchenwald um.

### Nachkriegszeit bis heute
Am 21. September 1946 rekonstituierte sich Marco-Danubia.
Es erfolgte die Umbenennung in Katholisch akademische Verbindung (KaV).
Durch die Kontakte des damaligen Philisterseniors Hofrat Bruno Mathis zur Niederösterreichischen Landesregierung, konnte, nach einer Übergangslösung in der Langegasse, eine Bude in der Bankgasse 1, im 1. Bezirk bezogen werden. Danach wuchs die Verbindung, in abwechselnden Phasen stärker und schwächer, jedoch stetig an. 1975/76 sowie 2000/01 hatte Marco-Danubia den Vorsitz des Wiener Cartellverbandes inne. Im Herbst 2008 feierte Marco-Danubia im Palais Ferstel ihr 100. Stiftungsfest. Der hohe Anteil an Juristen, Ärzten und Diplomaten prägte die Verbindung soziokulturell in der jüngeren Geschichte.

### Kritische Haltung gegenüber dem Cartellverband
Die Herkunft der Mitglieder aus angesehenen Bürger- und Adelsfamilien brachte es mit sich, dass die Verbindung in Vergangenheit und Gegenwart auf äußeres Auftreten und gesellschaftliche Formen, einem Corps ähnlich, besonderes Gewicht legt. Gerade der deutsche Verbindungs-Comment prägte Marco-Danubia seit ihrer Gründung. Marco-Danubia fühlt sich seit den 1920er Jahren dem Weißen Ring zugehörig und pflegte vor allem bis 1933 entsprechende Kontakte. Zu den anderen ÖCV-Verbindungen pflegte bzw. pflegt Marco-Danubia geringere bis sehr wenige Kontakte, was oft im CV zum Glauben führte, Marco-Danubia verfolge überhebliche und separatistische Tendenzen.
Marco-Danubia unterhält heute noch sehr regelmäßige Kontakte zur Ripuaria Freiburg im Breisgau und zur Zollern Münster durch gegenseitige Besuche und Teilnahme an Stiftungfesten. Mit Ripuaria Freiburg hat Marco-Danubia ein Freundschaftband getauscht, das vom jeweiligen Aktivensenior getragen wird. Zusammen mit Zollern Münster tragen Marco-Danubia und Ripuaria Freiburg als einzige Verbindungen eine Nelke am Revers zum chargieren.

## Couleur, Wahlspruch und Wappen

### Couleur
Die Verbindung trägt die Farben hellblau-weiß-schwarz, mit silberner Perkussion. Die Fuxenfarben sind hellblau-schwarz, mit silberner Perkussion. Kopfcouleur ist eine weiße große Tellermütze (Tuch) im steifen Corpsformat.

### Wahlspruch
Der Wahlspruch Marco-Danubiae ist Für Ehre und Recht!

### Wappen
Geviert. Rechts oben: schwarze Mark-Burg über blauem Fluss vor blauem, weißbewölktem Himmel. Links oben: hellblau, in einem radartigen Kranz treue Hände, begleitet vom Gründungsdatum 26.XI.1908. Rechts unten: in Schwarz, senkrecht gestellter Schläger mit Waage. Links unten: in Weiß, weiße Eule auf geschlossenem weißem Buch, den linken Flug gespannt. Herzschild zweifach schräggeteilt in den Verbindungsfarben, darauf der Verbindungszirkel. Stechhelm. Helmwulst, Decke und drei Straußenfedern in den Verbindungsfarben.

## Bekannte Mitglieder

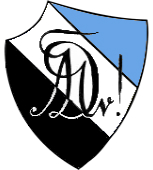
Kleines Wappen Marco-Danubiae

- Carl Heinz Bobleter  (1912–1984), österreichischer Diplomat
- Franz Ceska (* 1936), österreichischer Diplomat
- Siegfried Haider (* 1943), österreichischer Historiker, Archivar und Hochschullehrer
- Burkhard Hofer (* 1944),  österreichischer Jurist und Vorstandsvorsitzender (2005–2011) der EVN
- Walter Kornfeld (1917–1988), österreichischer Theologe und Hochschullehrer
- Kassian Lauterer (1934–2022), österreichischer Zisterzienser und Abt der Territorialabtei Wettingen-Mehrerau
- Alexander Neuhuber (* 1964), österreichischer Unternehmer und Politiker
- Peter Oberndorfer (1942–2024), österreichischer Jurist, Hochschullehrer und Mitglied des Verfassungsgerichtshofs
- Hermann Peichl (1887–1966), österreichischer Benediktiner und Abt des Schottenstiftes in Wien
- Hans Pernter (1887–1951), österreichischer Politiker und Minister, Stifter Marco-Danubiae
- Wolfgang Ritzberger (* 1961), österreichischer Filmregisseur und Filmproduzent
- Adolf Rhomberg (1851–1921), Landeshauptmann von Vorarlberg (Ehrenmitglied 1909)
- Wolfgang Hariolf Spindler OP (* 1968), deutscher Theologe und Hochschullehrer
- Anton Zeilinger (* 1945), österreichischer Quantenphysiker und Nobelpreisträger der Physik.

## Der Weiße Ring
Der Weiße Ring war eine couleurstudentische Interessengemeinschaft innerhalb des Cartellverbandes, die offiziell von 1908 bis 1923 existierte. Mitgliedsverbindungen waren die Bavaria Bonn, die Burgundia München, die Ripuaria Freiburg im Breisgau und die Zollern Münster. Überdies gab es weitere sympathisierende Verbindungen, wie zum Beispiel die Guestfalia Tübingen, die Thuringia Würzburg, die Rheno-Palatia Breslau, die Rheno-Franconia München und die Marco-Danubia Wien.
1899 wurde das Singularitätsprinzip innerhalb des Cartellverbands aufgehoben. Dies wurde insbesondere von Aenania München gefordert. Da der Cartellverband nach der Aufgabe dieses Prinzip seit der Wende vom 19. zum 20. Jahrhundert von nur 26 Verbindungen sehr schnell auf über 80 angewachsen war, kam in einigen Verbindungen die Frage auf, ob es vorteilhaft sei, diese Entwicklung weiter zu folgen oder nicht. Die Bavaria entwickelte im Gegensatz dazu ein sehr enges Verhältnis zu den damaligen Cartellverbindungen vor Aufgabe des Singularitätsprinzips, dann auch ein distanzierteres Verhältnis. Die Bavaria suchte Kontakt zu einigen wenigen Verbindungen in Hochschulorten, in denen Bavaren häufig verkehrten. Daraus entwickelte sich ein enger Zusammenschluss, der inoffiziell als Weißer Ring bezeichnet wurde.
Auf der Cartellversammlung im Jahr 1912 wurde das cartellbrüderliche Du verpflichtend für alle Verbindungen des Cartellverbandes eingeführt. Das fand nicht ungeteilte Zustimmung, weil es üblich ist, Mitglieder von Verbindungen anderer Dachverbände mit Sie anzusprechen. Bavaria lehnte es deswegen auch ab, gänzlich unbekannte Cartellbrüder zu duzen. Da eine Ablehnung des Duz-Comments einen Ausschluss der betreffenden Verbindungen aus dem Cartellverband zur Folge gehabt hätte, beschlossen die Mitglieder des Weißen Rings, außenstehende Cartellbrüder zwar zu duzen, sich untereinander aber mit Sie anzusprechen. Ein weiteres äußerliches Erkennungsmerkmal war das Tragen einer weißen Nelke.
Guestfalia Tübingen trug die ab 1920 im Cartellverband aufgekommenen Bestrebungen mit, den Duz-Comment abzuschaffen. Auch in Sachen Cartellzwang vertrat die Guestfalia des Dreisemesterprinzip, d. h. eine dreisemestrige Aktivität vor einem Wechsel zu einer Cartellverbindung.
Auf der Cartellversammlung im Jahr 1923 wurde den Mitgliedern des Weißen Rings offiziell der Siez-Comment verboten.
Noch heute tragen die Marco-Danuben bei Kneipen und anderen hochoffiziellen Veranstaltungen die weiße Nelke im Revers zum Zeichen der Zugehörigkeit zum Weißen Ring.